# Xanthichthys caeruleolineatus
Xanthichthys caeruleolineatus är en fiskart som beskrevs av Randall, Matsuura och Zama 1978. Xanthichthys caeruleolineatus ingår i släktet Xanthichthys och familjen tryckarfiskar. Inga underarter finns listade i Catalogue of Life.